# 斯特德曼 (北卡羅萊納州)
斯特德曼（英語：Stedman）是一個位於美國北卡羅萊納州坎伯蘭縣的城鎮。

## 人口
根據2020年美國人口普查的數據，斯特德曼的面積為4.37平方千米，皆為陸地。當地共有人口1277人，而人口密度為每平方千米292人。